# More of the Hard Stuff

《More of the Hard Stuff》(모어 오브 더 하드 스터프)는 아일랜드의 포크 듀오 더 더블리너스의 두 번째 정규 음반이다. 1967년 메이저 마이너 레코드를 통하여 발매하였으며, 로니 드루, 루크 켈리, 바니 매케너, 키어런 버크, 존 시헌 등의 라인업으로 이루어져 있었다. 음반의 제목과 마찬가지로 음반에 수록된 곡 중 다섯 공은 음주에 관한 내용이다. 일부는 브렌던 베헌이 썼으며, 나머지는 그의 형제인 도미닉이 썼다. 1967년 영국 음반 차트에서 8위를 차지하였으며, 23위간 차트에 머물러 있었다.
| 전문가 평가 | 전문가 평가 |
| 평가 점수   | 평가 점수   |
| 출처        | 점수        |
| ----------- | ----------- |
| Allmusic    | [ 1 ]       |

## 트랙 리스트

### 사이드 1
1. "Muirsheen Durkin"  (전통곡)
2. "Poor Old Dicey Reilly"  (전통곡, 도미닉 베헌 각색)
3. "A Nation Once Again"  (Davis)
4. "Whiskey in the Jar"  (전통곡)
5. "The Old Triangle"  (Brendan Behan)
6. "A Pub with No Beer"  (Parsons)
7. "Kelly, the Boy from Killan" (전통곡)

### 사이드 2
1. "The Croppy Boy" (전통곡)
2. "Sullivan's John" (*) (Pecker Dunne)
3. "Come and Join the British Army" (전통곡, 도미닉 벻던 각색)
4. "(The Bonny) Shoals of Herring" (Ewan MacColl)
5. "Mormond Braes" (전통곡)
6. "Drink It Up Men" (Meek)
7. "Maloney Wants a Drink" (Dominic Behan)

## 차트
| 차트 (1967)               | 최고 순위 |
| ------------------------- | --------- |
| 영국 음반 차트 (OCC)      | 8         |
| 아일랜드 음반 차트 (IRMA) | 1         |